# Targets
Targets (en España: El héroe anda suelto) es una película estadounidense de 1968, del género thriller, dirigida por Peter Bogdanovich y protagonizada por Tim O'Kelly, Boris Karloff y Arthur Peterson.

## Sinopsis
Bobby Thompson, un agente de seguros y ex veterano de la guerra de Vietnam que lleva una vida aparentemente pacífica, mata a su joven esposa, su madre y su repartidor en su casa después de una discusión trivial. Luego comienza un tiroteo oculto en lo alto de una posición elevada, matando e hiriendo a varios conductores, motociclistas y transeúntes. Cuando llega la policía, el hombre cambia de posición y llega a un autocine, donde continúa disparando a la gente, hiriendo a varios espectadores. El único que intenta enfrentarlo es Byron Orlok.

## Reparto
- Tim O'Kelly - Bobby Thompson
- Boris Karloff - Byron Orlok
- Nancy Hsueh - Jenny
- Peter Bogdanovich - Sammy Michaels
- Arthur Peterson - Ed Loughlin
- James Brown - Robert Thompson, Sr.
- Sandy Baron - Kip Larkin
- Monte Landis - Marshall Smith
- Tanya Morgan - Ilene Thompson
- Mary Jackson - Charlotte Thompson

## Producción
La película, dirigida y producida por Peter Bogdanovich para Saticoy Productions sobre un guion del propio Bogdanovich y Samuel Fuller y sobre una historia de Polly Platt y Bogdanovich, se rodó a partir del 27 de noviembre de 1967 en Hollywood, en Los Ángeles, en Reseda y en el Sepulveda Drive-In Theatre (para la escena ambientada en el autocine) en Los Ángeles, California, con un presupuesto estimado de 130.000 dólares.
Polly Platt, acreditada como diseñadora de producción y guionista, era la esposa de Bogdanovich en el momento del rodaje de la película. El propio Bogdanovich interpreta a Sammy Michaels en un papel menor.